# Palazzo Malaspina (Bobbio)

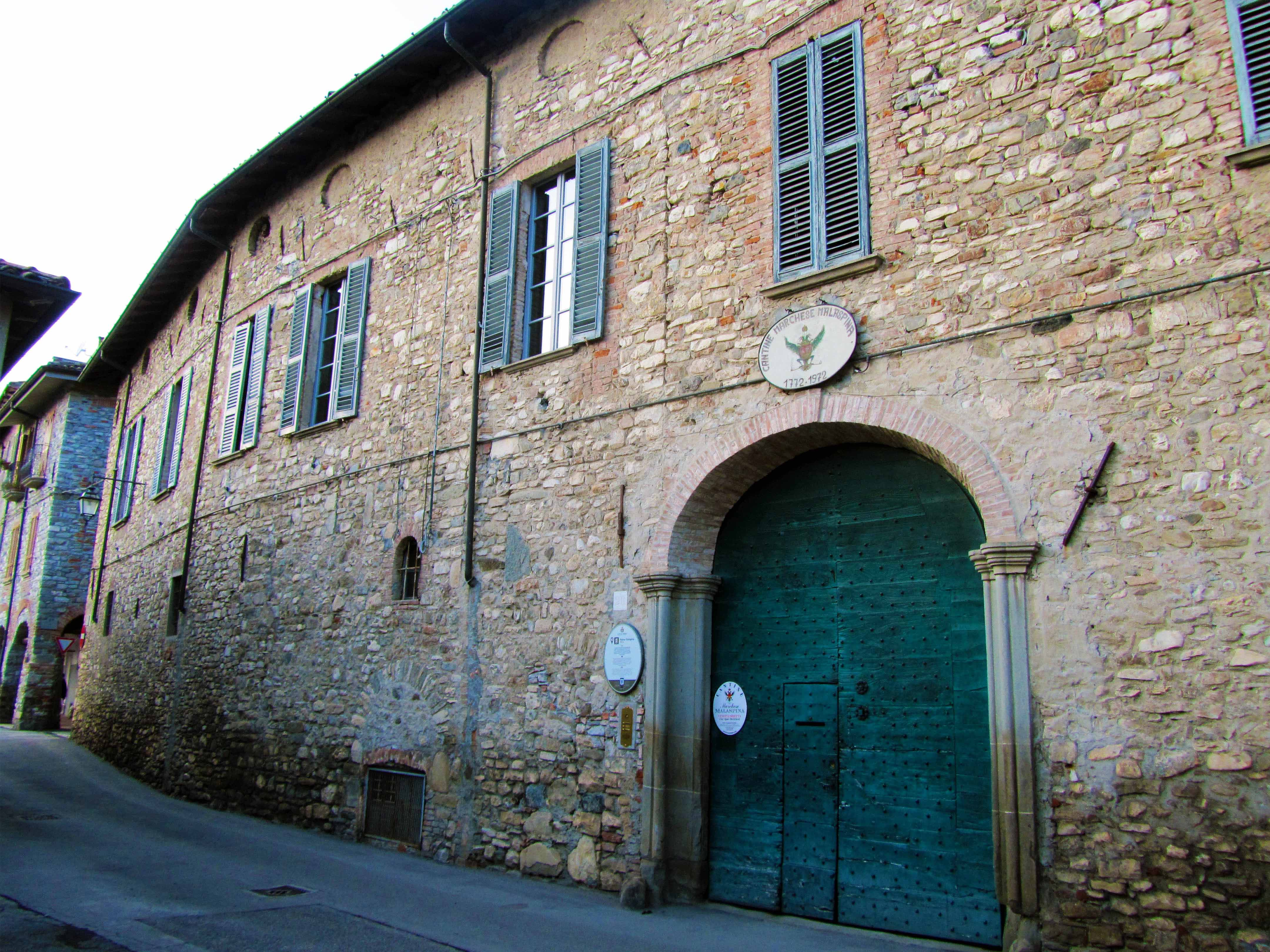
Fassade des Palazzo Malaspina in Bobbio mit Haupteingang in der Contrada di Borgoratto

Der Palazzo Malaspina ist ein historischer Palast aus dem 12. Jahrhundert in der Stadt Bobbio in der italienischen Region Emilia-Romagna. Er liegt in der Stadtmitte und gehört bis heute den Markgrafen Malaspina. Einst war er die Residenz der Adelsfamilie Monticelli.
Der Eingang liegt in der Contrada di Borgoratto und in der Nähe befindet sich die Piazza Fringuella, an der früher die Porta Frangùle stand, das zweite Stadttor, das heute durch ihre breite Vorhalle heraussticht.

## Geschichte
In Bobbio hatten die Markgrafen Malaspina eine ihrer größten Domänen durch die kaiserliche Investitur am 29. September 1164 erworben, als der Kaiser des Heiligen Römischen Reiches, Friedrich Barbarossa, die Treue und den Militärdienst von Obizzo Malaspina, genannt „Il Grande“ mit einem Diplom belohnte, in dem ihm unterstellte Höfe und Burgen, sowie weitläufige Territorien aufgeführt waren, die einst der mächtigen Abtei San Colombano gehörten und kaiserliches Lehen waren. Das Diplom wies Güter im Val Trebbia, in der Lunigiana, im Val Taro, im Valle Staffora, in Lavagna und im Valle di Sestri auf und darüber hinaus in Genua. Es waren auch Güter im Gebiet und in der Stadt Tortona und im Gebiet und in der Stadt Mailand enthalten.
Den Palazzo Malaspina gab es bereits in der zweiten Hälfte des 12. Jahrhunderts und er war die Residenz der Adelsfamilie Monticelli. In der zweiten Hälfte des 13. Jahrhunderts fiel er nach dem Aussterben des Hauses Monticelli an die Familie Malaspina: Gian Battista Monticelli starb 1761 ohne männliche Nachkommen und seine Güter erbte seine Tochter Antonia, die mit Lodovico Malaspina verheiratet war.
Nach Dokumente scheint es so, dass Corrado (oder Corradino) Malaspina sogar Dante Alighieri in dem Palast zu Gast hatte, verbunden mit der Lunigiana, wo er bei Moroello Malaspina weilte. Dieser war als bevollmächtigter Unterhändler der Malaspinas in diplomatischer Mission angereist, um Familiendokumente und solche des Klosters abzuholen, um den Frieden zwischen den Malaspinas und dem Grafbischof von Luni auszuhandeln, der dann zum Frieden von Castelnuovo führte.

## Beschreibung
Von außen zeigt sich der Palast streng, sehr einfach und ländlich, als wollte er das große, geräumige und reiche Innere verbergen, wo elegante und weite Loggien und weitläufige Räume, die mit großer Raffinesse ausgestattet wurden, untergebracht sind. Das Gebäude zeigt sich von außen sehr einfach und ist auf vier Seiten von einer hohen Mauer umgeben; davor liegt die Fassade in der Contrada Borgoratto mit dem großen Eingangstor, das in ein einfaches Barockportal mit einem Gewölbe aus Mauerziegeln eingesetzt ist. Ganz oben befindet sich eine Reihe von elliptischen Fenstern zur Belichtung der Innenräume.
Im Inneren zeigt sich der Palast komplex, gleich hinter dem Eingang befindet sich eine Vorhalle mit Rundbögen, Säulen und Kapitellen. Dort gibt es breite, höfische Galerien und die Stallungen der Familie. Der Palast besitzt reiche Salons mit Fresken und zeitgenössischem Mobiliar.
Die Loggien sind aus älterer Zeit, wogegen der obere Teil des Palastes unter Leitung des Markgrafen Antonio Maria Malaspina um die zweite Hälfte des 18. Jahrhunderts herum umgebaut wurde, und zwar nach den Plänen des Bauingenieurs Antonio Maria Losio aus Bobbio, der auch den großen Salon projektierte, der 1785 von Carlo Giuseppe Calderara di Garlasco ausgeführt wurde.
Der heutige Eigentümer ist der Markgraf Obizzo Malaspina zusammen mit seinem Sohn Currado und seiner Gattin, Beatrice Brichetto Arnaboldi, aus einer alten genoveser-lombardischen Familie, der Schwester von Letizia Moratti, die auch die Geschichte des Weinhauses, das 1772 gegründet wurde, weiterführen.
Der Palast beherbergt das historische, aristokratische Archiv der Familie, die von Odberto I. Obizzo, Pfalzgraf und Markgraf der Obertenghi in der Regierungszeit des Kaisers Otto I. (900–975), sowie Familienoberhaupt der Malaspinas und der D’Estes, abstammt. Später teilte sich die Nachkommenschaft der Malaspinas in zwei Äste, der von Spino Fiorito und der von Spino Secco, der viele berühmte Männer hervorbrachte und von dem auch der heutige Markgraf Obizzo abstammt.
Das Archiv, das von fundamentalem Interesse für die Geschichte der Lehen im Val Trebbia ist, enthält alte, kaiserliche und mönchische Dokumente, sowie solche der Malaspinas und wurde ab der Mitte des 16. Jahrhunderts durch zahlreiche Dokumente aus den angrenzenden Lehen bereichert. Unter den ältesten sind ein Verkaufszertifikat von Odberto degli Obertenghi, das vom Kloster von Bobbio bestätigt wurde, und das Diplom des Kaisers Friedrich Barbarossa, in dem die Herrschaft des Markgrafen Obizzo Malaspina am 29. September 1164 bestätigt wird.
Darüber hinaus gibt es dort die historische Bibliothek, eine Büchersammlung von extremer Bedeutung und Seltenheit, die aus etwa 1300 Bänden wertvoller, alter Ausgaben besteht, alle vor 1830 veröffentlicht, darunter ein Pergamentkodex, eine Inkunabel von 1497 und 100 aus dem 16. Jahrhundert, die in alten Holzschränken aufbewahrt werden. Es handelt sich um Texte aus juristischen Werken, der klassischen Literatur und der Philosophie, Studien der Botanik, der Landwirtschaft und der Pferdekunde, Abhandlungen über die Mathematik, die Medizin und die Wirtschaft, religiöse Bücher und Katechismen, Handschriften der Grammatik und der Geografie, wissenschaftliche und historische Werke. Darunter sticht die Inkunabel „Sommola di pacifica coscienza“ (dt.: Summe eines ruhigen Gewissens) von Pacifico da Novara hervor, die 1497 in Mailand gedruckt wurde. Dort gibt es auch den kompletten Katalog der Lehensgüter und der Kodizes, die es früher im „Scriptorium“ der Abtei San Colombano gab.
Vom Innenhof aus gelangt man in die unterirdischen Keller, wo die edlen Weine des Familiengutes lagern, das 1772 gegründet wurde; sie sind für Besuche von Touristen und Weinkennern offen.
Im Sommer residieren der Markgraf Obizzo Malaspina und seine Familie in dem Palast.